# International Council of Nurses
International Council of Nurses (ICN) är en internationell förening för sjuksköterskor, grundad 1899.  
ICN grundades vid International Council of Women:s kongress i London 1899 av Ethel Gordon Fenwick, som föreslog en internationell organisation som skulle verka för grundandet av nationella föreningar för sjuksköterskor i olika länder, som sedan skulle bli medlemmar i den internationella, för att gynna hälsovården.
En kommitté bildades som 1900 fick en fast organisation, en konstitution och valda permanenta funktionärer, och 1901 hölls den första kongressen med namnet International Congress of Nurses. ICN har tagit fram en etisk kod som ligger till grund för sjuksköterskans förhållningssätt i vården.